# Леонард Брамер
Леонард Брамер (англ. Leonaert Bramer 24 грудня, 1596, Делфт  — 10 лютого, 1674, Делфт) — нідерландський художник XVII століття. Малював релігійні картини, алегорії, портрети, розробляв побутовий жанр. Серед іншого робив ескізи-картони до майбутніх килимів.

## Перебування у Італії
У віці 18 років він відбув у довгу подорож до Італії. Він обрав шлях через Утрехт і Реймс по Франції до Марселя. Вони покинули Марсель і прибули у Геную. Згодом перебрався У Рим, де став одним із співзасновником товариства художників з неіталійських країн «Перелітні птахи».
Перебування у Італії супроводжувалось роботою у різних містах і митець, окрім Ліворно, відвідав також  Мантую та Венецію. На його художню манеру вплинули нідерландські художні традиції з їх увагою до подробиць і деталей та караваджизм без використання монументальної його складової. У Італії він отримав прізвисько, котре перекладалось як «Леонардо Нічний», «Леонардо нічних сцен» за прихильність до нічного освітлення у власних картинах.
1626 року він був у харчевні, де відбулася бійка з ножами і його притягли до суду. Аби не понести покарання у чужій для нього країні, він покинув Рим у жовтні 1626 року і відбув на батьківщину.

## Праця у Делфті
1628 року він прибув у місто Делфт і в 1629 році  став членом гільдії св. Луки. Відомо, що від не зупинився на якомусь одному жанрі, а зробив спроби у різних. Працював художником-декоратором і створив художній декор у декількох палацах  нідерландських аристократів, малював біблійні сцени, алегорії, портрети, робив ескізи-картони для майбутніх гобеленів.

## Брамер малювальник

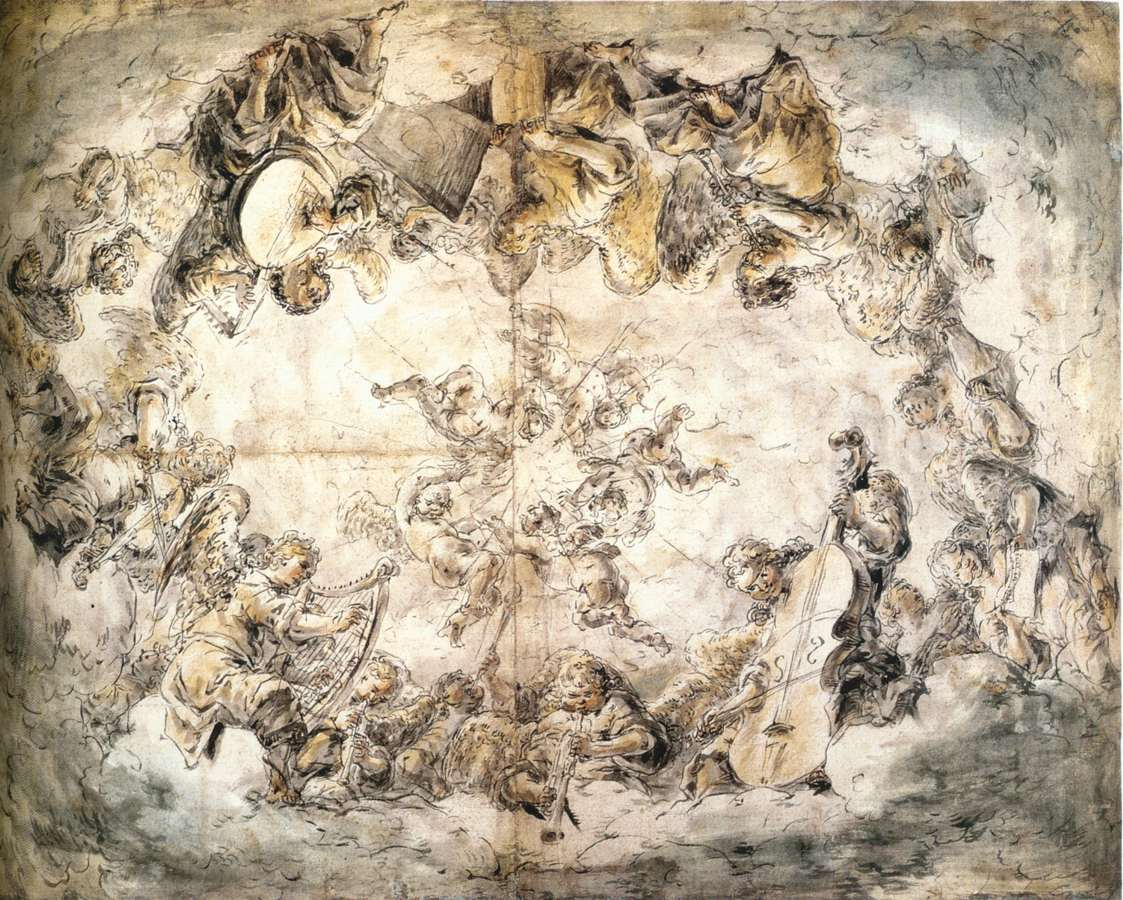
Леонард Брамер. «Янгельська музика», (ескіз до плафона ?)

Збереглася велика кількість його малюнків (загальна їх кількість сягає 1300 зразків), а також приблизно триста п'ятдесят картин.
Існує так званий «Альбом Брамера», в котрому зібрані малюнки художника періоду 1642-1654 років. Альбом перебуває на збереженні у місті Лейден.
Праця у Делфті не завадила митцю вдруге відвідати Італію і Рим в 1648 році у віці 53 роки.

## Брамер як попередник Рембрандта
Творчість Леонарда Брамера іноді розглядають як твори попередника Рембрандта. Подібний аналіз малопродуктивний, позаяк нема свідоцтв, що вони зустрічались. Хоча не виключно, що Рембрандт (як молодший сучасник художника) міг бачити або вивчати його твори, як вивчав він твори і інших сучасників і попередників.
Леонард Брамер створював невеликі за розмірами картини, котрі були розраховані на невеликі кімнати і стіни бюргерів. Рембрандт, навпаки, брався і створював великі за розмірами картини, гідні прикрасити як суспільно значимі споруди, так і палаци багатіїв. Як відомо з практики, картини Рембрандта і насправді прикрашали палаци. На відміну від Рембрандта, що не відвідував Італії і практично не прагнув її відвідати, Леонард Брамер був у Італії і в Римі. Обидва використали у власних творах  знахідки італійських караваджистів і  самі стануть помірними караваджистами. Але Брамер тяжів до маленьких фігур і нічного, штучного освітлення. Освітлення в картинах Рембрандта мало зовсім інший характер і тяжіло до барокової стилістики, її динаміки і бравури, не характерних для творів Леонарда Брамера. Брамер використовував для власних творів шиферні стулки, як то робили італійські майстри. Рембрандт цього не робив. Відмінностей між художніми манерами Рембрандта і Брамера набагато більше, ніж схожих рис. Хронологічно Брамер старший сучасник Рембрандта, але обидва виробились у помітні художні і незалежні індивідуальності. Тому  їх художня вартість цілком самостійна без прямих взаємовпливів чи якогось попередництва Брамера і « підготовки » появи феномена творчості Рембрандта.

## Вибрані твори (неповний перелік)
- «Селяни біля багаття вночі»
- «Марнота марнот »
- «Висвячення св. хреста»
- «Танок царя Давида»
- «Сварка між Аяксом та Одісеєм»
- «Жертвоприношення Іфігенії»
- «Стрітення»

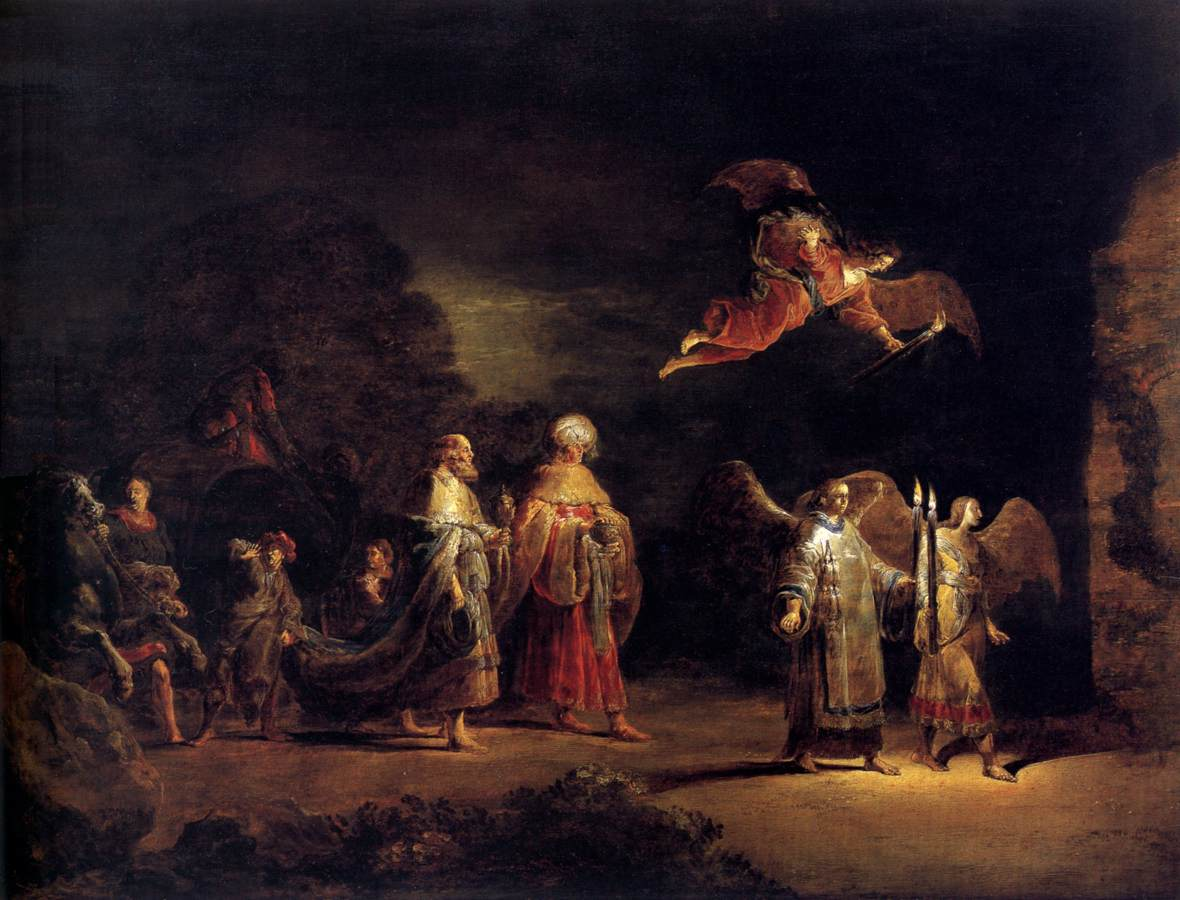
Леонард Брамер. «Янголи ведуть трьох королів на поклоніння немовляті Христу у Вифлеєм», до 1640 р., Нью-Йоркське історичне товариство.

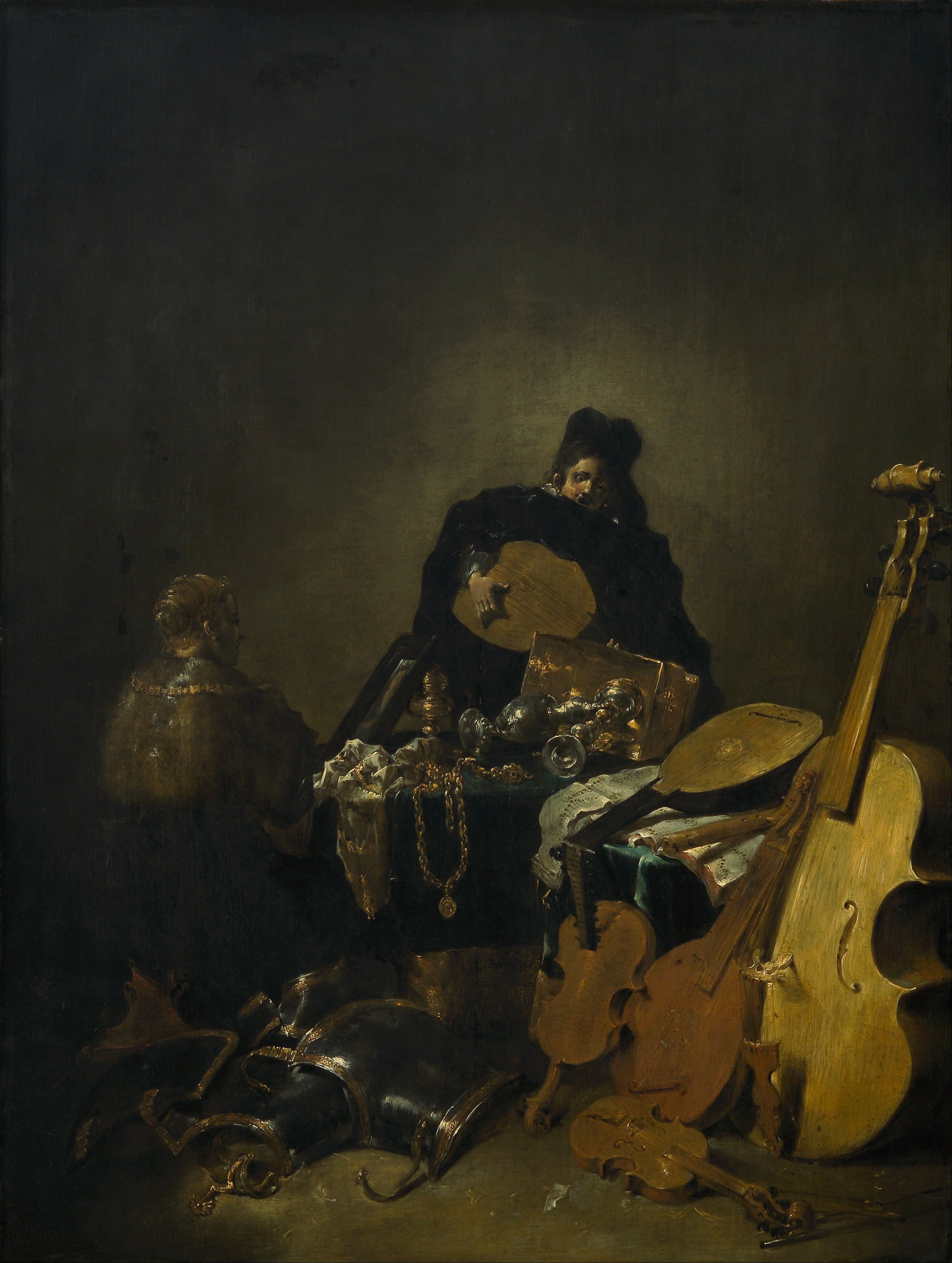
Леонард Брамер. «Марнота марнот»

- «Поклоніння пастухів немовляті Христу»
- «Тріумф Смерті»
- «Христос серед книжників у храмі»
- «Авраам і три янголи»
- «Падіння Симона мага»
- «Поклоніння волхвів немовляті Христу»
- «Янголи ведуть трьох королів на поклоніння немовляті Христу у Вифлеєм»

## Вибрані твори (галерея)

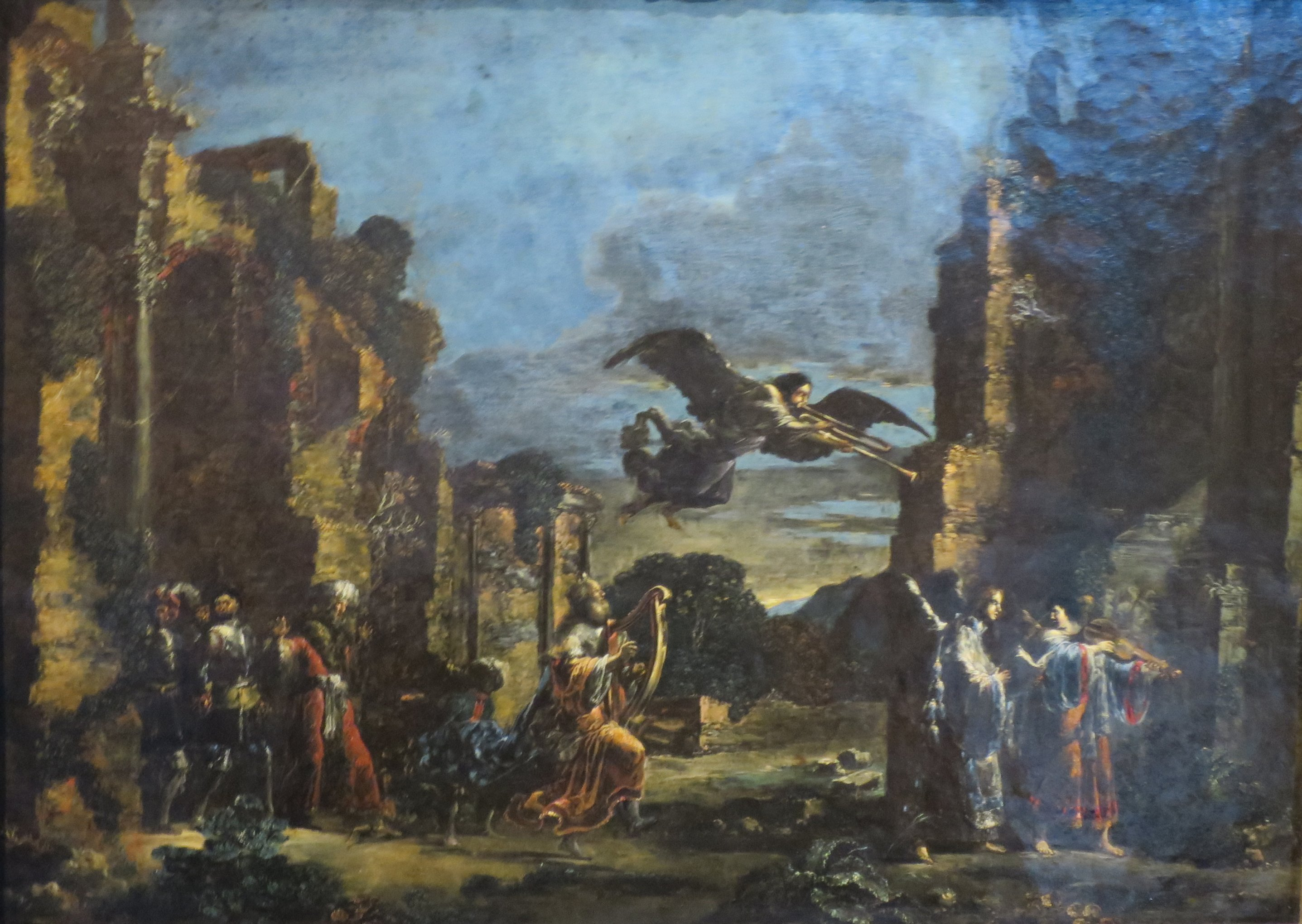
Танок царя Давида
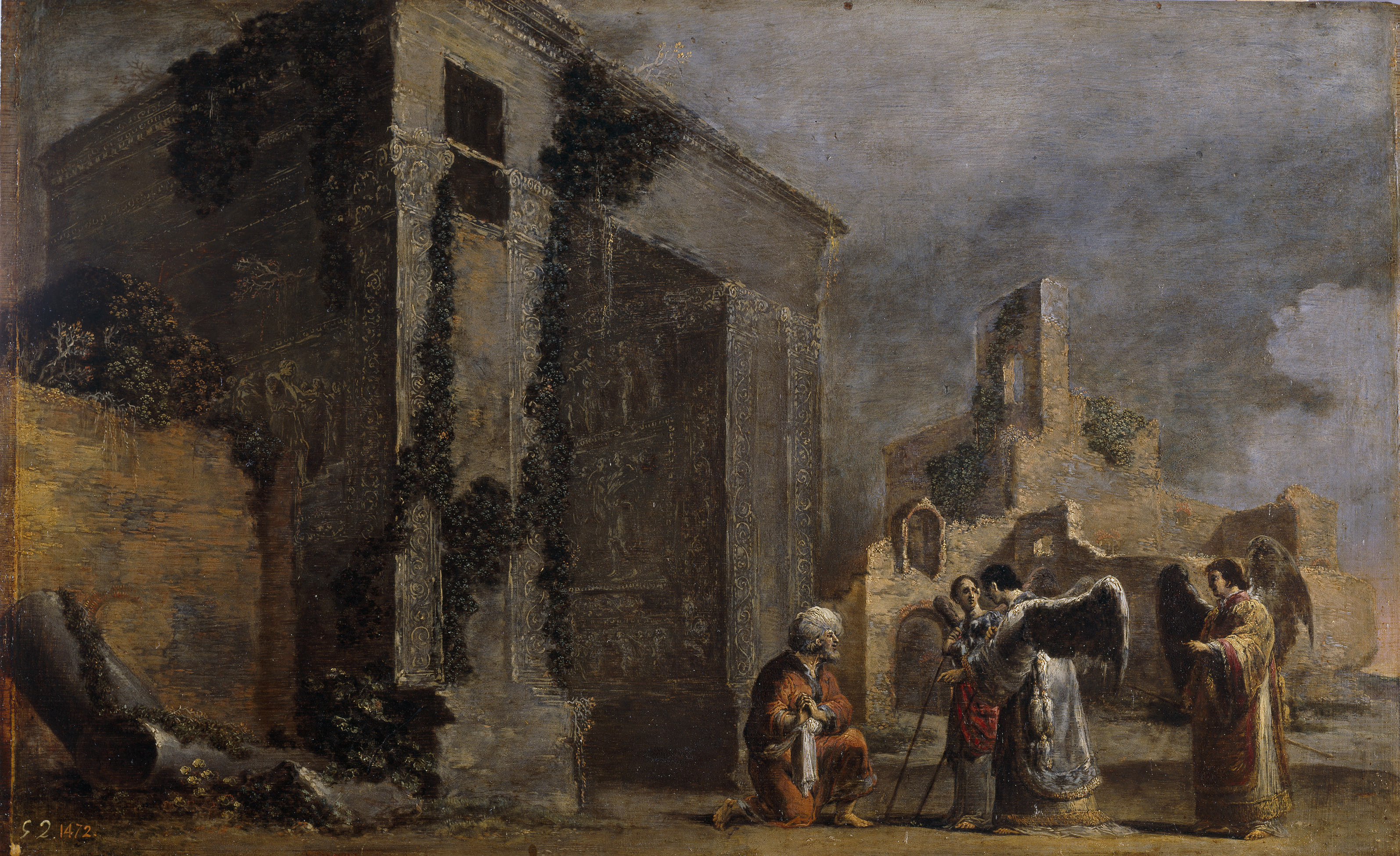
Авраам і св. Трійця
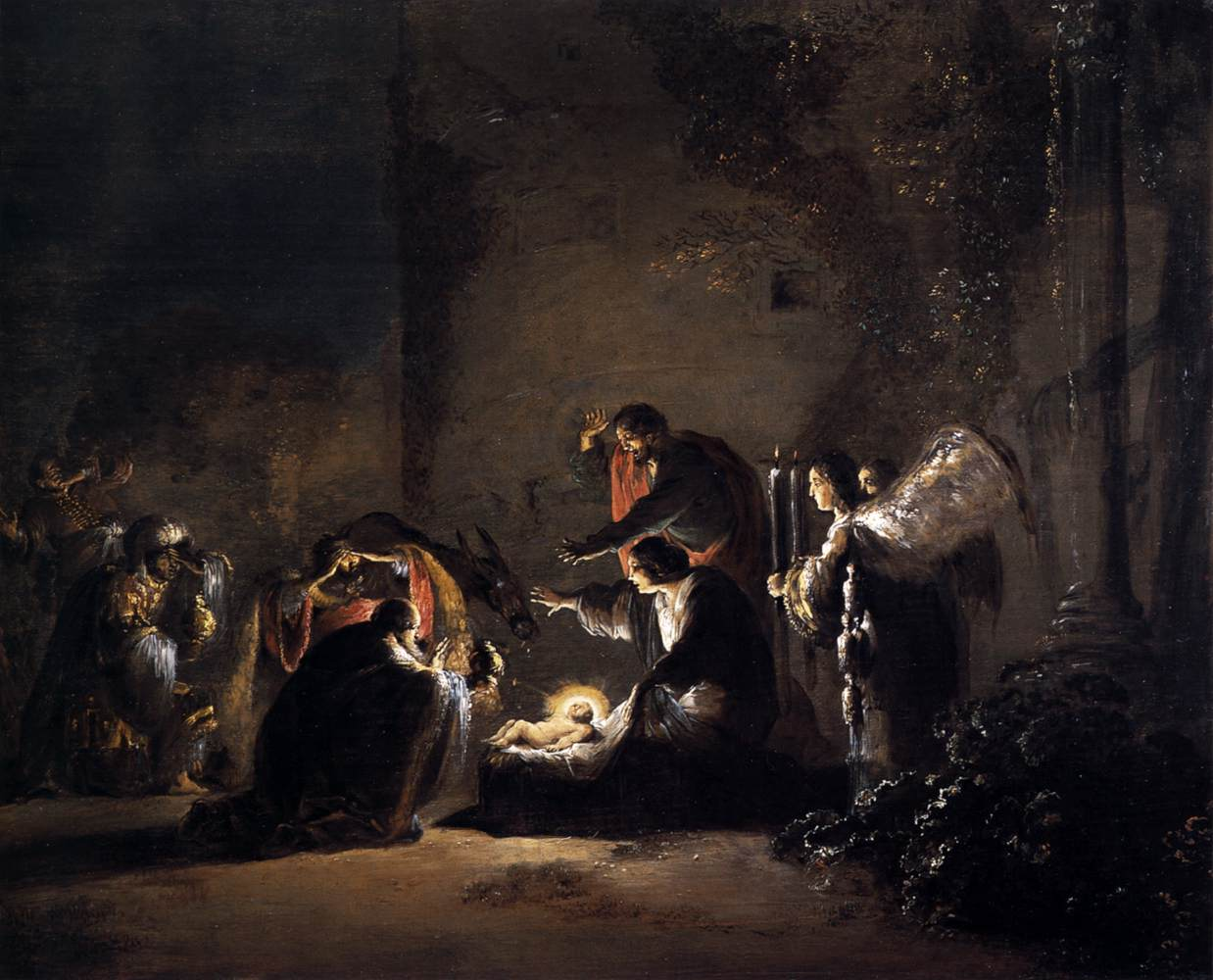
Поклоніння волхвів немовляті Христу
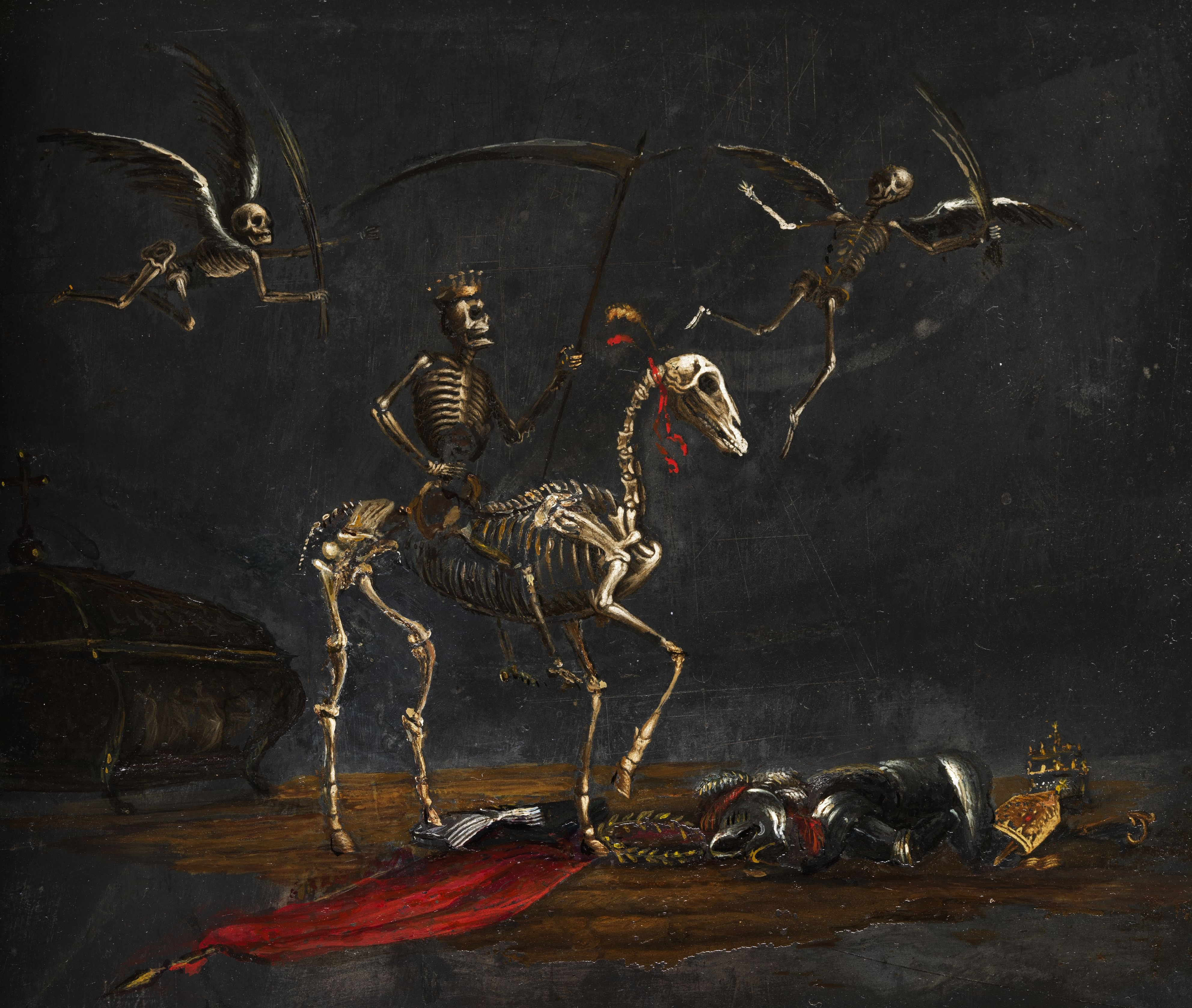
Тріумф Смерті